# シャキ (アゼルバイジャン)
シャキ（アゼルバイジャン語: Şəki、レズギ語: Шаки）は、アゼルバイジャン北西部の都市。首都のバクーからは325kmの距離にある。

## 歴史
シャキには2700年以上前の大規模な居住跡が残されている。彼らはイラン系で、紀元前7世紀頃、黒海の北岸からデルベントを通り、南コーカサスそしてアナトリアへと流浪していた。彼らは「Sakasena」と呼ばれる南コーカサスの肥沃な土地を占有した。そのエリアの一地域がシャキである。
1世紀頃、シャキはカフカス・アルバニア王国で最大の都市の一つであった。古代アルバニア人の寺院がここにあった。その後、シャキ王国は11の行政エリアに分けられ、アラブ人が侵略してくるまで、シャキは政治的、経済的に重要な都市の一つであった。しかしアラブ人による侵略の結果、シャキは他の首長国に併合されてしまった。アラブ系のイスラム帝国が弱体化した時、シャキは独立した公国となった。その後、モンゴル軍が侵攻し、この地を支配した。14世紀にフレグによる支配が崩壊した後、シャキは独立した。
しかし1551年にサファビー朝のタフマースブ1世により、シャキはサファビー朝に併合された。1578年から1603年までと、1724年から1735年までの短い間、オスマン帝国の支配も受けた。1743年にシャキ・ハーン国が設立し、コーカサスのハーン国の中で最も強い封建制度を持った国であった。1772年の土石流により旧町は破壊され後、シャキの町は旧町の東側の谷の高台に再建された。1805年のクラクチャイ条約により、シャキ・ハーン国はロシア帝国の属国となった。1813年のゴレスターン条約により、このエリアは完全にロシアに併合され、1819年にハーンが廃止され、シャキ州が創設された。
シルクロード上に位置するシャキは古代から養蚕および繭、生糸と絹織物の取引が盛んである。絹の生産と貿易に関連する桑畑、隊商宿、商店、噴水、モスク、公衆浴場、倉庫などの建物が市内に立ち並び、屋根裏で蚕を飼育するために屋根が高く建てられた家も多い。川や氷河の雪解け水を利用する精緻な用水路のシステムも市内随所に見られる。

## 姉妹都市
- ギレスン、トルコ
- ガブロヴォ、ブルガリア
- スウツク、ベラルーシ
- ラプセキ（英語版）、トルコ
- ジュメールィンカ、ウクライナ
- コンヤ、トルコ

## 世界遺産
この世界遺産は世界遺産登録基準のうち、以下の条件を満たし、登録された（以下の基準は世界遺産センター公表の登録基準からの翻訳、引用である）。
- (2) ある期間を通じてまたはある文化圏において、建築、技術、記念碑的芸術、都市計画、景観デザインの発展に関し、人類の価値の重要な交流を示すもの。
- (5) ある文化（または複数の文化）を代表する伝統的集落、あるいは陸上ないし海上利用の際立った例。もしくは特に不可逆的な変化の中で存続が危ぶまれている人と環境の関わりあいの際立った例。